# Азотистоводородная кислота
Азо́тистоводоро́дная кислота́, азоими́д (азидоводород) (химическая формула — {\displaystyle {\ce {HN3}}}, лат. Acidum hydrazoicum) — кислота, соединение азота с водородом. Бесцветная, летучая, чрезвычайно взрывоопасная (взрывается при нагреве, ударе или трении) ядовитая жидкость с резким запахом.
Очень токсична. Её хорошо растворимые соли тоже очень ядовиты. Механизм токсичности аналогичен цианидам (блокирование цитохромов).

## Химические свойства
Разбавленные водные растворы не взрывоопасны, при стоянии раствор {\displaystyle {\ce {HN3}}} медленно разлагается до азота и гидроксиламина:
{\displaystyle {\ce {HN3{}+ H_2O -> N_2 ^ {}+ NH2OH}}}.
В водном растворе {\displaystyle {\ce {HN3}}} проявляет свойства слабой кислоты (рKа = 4,59). По силе она близка к уксусной кислоте. Водный раствор HN3 называют азидоводородной кислотой (азотистоводородной кислотой). В растворах азидоводородная кислота диссоциирует на ионы:
{\displaystyle {\ce {HN3 -> H^+ + N3^-}}}.
Кислота {\displaystyle {\ce {HN3}}} является окислителем. При взаимодействии с металлами образует соль металла, азот и аммиак:
{\displaystyle {\ce {Cu + 3HN3 -> Cu(N3)2 + N2 ^ + NH3 ^}}},
{\displaystyle {\ce {Mg + 4HN3-> Mg(N3)2 + N2 ^ + (NH4)N3}}}.
Соли этой кислоты называются азидами. При ударе или нагревании они распадаются со взрывом, на чём основано применение азида свинца {\displaystyle {\ce {Pb(N3)2}}} в качестве инициирующего взрывчатого вещества. Относительно устойчивы ионные азиды щелочных металлов, за исключением {\displaystyle {\ce {LiN3}}}.
Смесь {\displaystyle {\ce {HN3}}} и соляной кислоты {\displaystyle {\ce {HCl}}} подобно «царской водке» является сильным окислителем из-за образующегося хлора и растворяет золото и платину:
{\displaystyle {\ce {HN3 + 3HCl -> NH4Cl + Cl2 ^ + N2 ^}}}.
Кислота и её соли разлагаются при действии сильных окислителей с выделением азота.
В органической химии применяется в реакции Шмидта.

## Получение
Азидоводород {\displaystyle {\ce {HN3}}} получают действием ортофосфорной кислоты на азид натрия {\displaystyle {\ce {NaN3}}}, который синтезируют из амида натрия:
{\displaystyle {\ce {2 NaNH2 + N2O -> NaN3 + NaOH + NH3}}},
{\displaystyle {\ce {3 NaN3 + H3PO4 -> 3 HN3 + Na3PO4}}}.
Также азидоводород можно получить:
- взаимодействием {\displaystyle {\ce {N2H4}}} с {\displaystyle {\ce {HNO2}}},
- действием разбавленной {\displaystyle {\ce {H2SO4}}} на азиды металлов,
- гидролизом ацилазидов.

## Токсичность
Азотистоводородная кислота чрезвычайно ядовита. Вещество при попадании в организм блокирует биохимические процессы в клеточных цитохромах. По токсичности сравнима с синильной кислотой. Но очень острый, неприятный запах и быстро возникающая головная боль при вдыхании воздуха даже со следами паров азотистоводородной кислоты исключают случайное отравление. Не проявляет кумулятивного отравляющего действия.
ЛД50 для мышей в воздухе 34 мг/м3, ЛД50 для мышей перорально — 33 мг/кг массы тела.